# Іван Мстиславич
Іван Мстиславич (*? — ↑1238) — князь козельський (1223–1238) з династії Рюриковичів, гілки Ольговичів. Відомий з сіверських пом'яників. Можливо, був родичем чи сином Мстислава Святославича, князя чернігівського, який загинув у битві на Калці.